# Liste des présidents du conseil régional de Franche-Comté
Le tableau suivant dresse la liste des présidents du conseil régional de Franche-Comté.
| Nom | Nom                     | Nom  | Notes | Années | Formation politique |
| --- | ----------------------- | ---- | --- | --- | ------------------- |
| 1   | Edgar Faure             |      | Président du Conseil en 1952 et en 1955. Sept fois ministre sous la Quatrième République. Président de l'assemblée nationale de 1973 à 1978. | 1976 | UDR                 |
| 1   | Edgar Faure             | 1977 | Président du Conseil en 1952 et en 1955. Sept fois ministre sous la Quatrième République. Président de l'assemblée nationale de 1973 à 1978. | | UDR                 |
| 1   | Edgar Faure             | 1978 | Président du Conseil en 1952 et en 1955. Sept fois ministre sous la Quatrième République. Président de l'assemblée nationale de 1973 à 1978. | | UDR                 |
| 1   | Edgar Faure             | 1979 | Président du Conseil en 1952 et en 1955. Sept fois ministre sous la Quatrième République. Président de l'assemblée nationale de 1973 à 1978. | RPR |                     |
| 1   | Edgar Faure             | 1980 | Président du Conseil en 1952 et en 1955. Sept fois ministre sous la Quatrième République. Président de l'assemblée nationale de 1973 à 1978. | RPR |                     |
| 1   | Edgar Faure             | 1981 | Président du Conseil en 1952 et en 1955. Sept fois ministre sous la Quatrième République. Président de l'assemblée nationale de 1973 à 1978. | RAD |                     |
| 2   | Jean-Pierre Chevènement | 1981 | | Ministre d'État, ministre de la Recherche de l'industrie de 1981 à 1983. Ministre de l'éducation nationale de 1984 à 1986. Ministre de la défense de 1988 à 1991. Ministre de l'intérieur de 1997 à 2000. Maire de Belfort de 1983 à 1997 et de 2001 à 2007. Député puis sénateur du Territoire de Belfort depuis 2008. | PS                  |
| 2   | Jean-Pierre Chevènement | 1982 | | Ministre d'État, ministre de la Recherche de l'industrie de 1981 à 1983. Ministre de l'éducation nationale de 1984 à 1986. Ministre de la défense de 1988 à 1991. Ministre de l'intérieur de 1997 à 2000. Maire de Belfort de 1983 à 1997 et de 2001 à 2007. Député puis sénateur du Territoire de Belfort depuis 2008. | PS                  |
| 3   | Edgar Faure             |      | Président du Conseil en 1952 et en 1955. Sept fois ministre sous la quatrième république. Président de l'assemblée nationale de 1973 à 1978. | GD |                     |
| 3   | Edgar Faure             | 1983 | Président du Conseil en 1952 et en 1955. Sept fois ministre sous la quatrième république. Président de l'assemblée nationale de 1973 à 1978. | GD |                     |
| 3   | Edgar Faure             | 1984 | Président du Conseil en 1952 et en 1955. Sept fois ministre sous la quatrième république. Président de l'assemblée nationale de 1973 à 1978. | GD |                     |
| 3   | Edgar Faure             | 1985 | Président du Conseil en 1952 et en 1955. Sept fois ministre sous la quatrième république. Président de l'assemblée nationale de 1973 à 1978. | GD |                     |
| 3   | Edgar Faure             | 1986 | Président du Conseil en 1952 et en 1955. Sept fois ministre sous la quatrième république. Président de l'assemblée nationale de 1973 à 1978. | GD |                     |
| 3   | Edgar Faure             | 1987 | Président du Conseil en 1952 et en 1955. Sept fois ministre sous la quatrième république. Président de l'assemblée nationale de 1973 à 1978. | GD |                     |
| 3   | Edgar Faure             | 1988 | Président du Conseil en 1952 et en 1955. Sept fois ministre sous la quatrième république. Président de l'assemblée nationale de 1973 à 1978. | GD |                     |
| 4   | Pierre Chantelat        |      | Maire de Vesoul de 1977 à 1989. Député de la Haute-Saône de 1978 à 1981 et de 1986 à 1988. | RPR |                     |
| 4   | Pierre Chantelat        | 1989 | Maire de Vesoul de 1977 à 1989. Député de la Haute-Saône de 1978 à 1981 et de 1986 à 1988. | RPR |                     |
| 4   | Pierre Chantelat        | 1990 | Maire de Vesoul de 1977 à 1989. Député de la Haute-Saône de 1978 à 1981 et de 1986 à 1988. | RPR |                     |
| 4   | Pierre Chantelat        | 1991 | Maire de Vesoul de 1977 à 1989. Député de la Haute-Saône de 1978 à 1981 et de 1986 à 1988. | RPR |                     |
| 4   | Pierre Chantelat        | 1992 | Maire de Vesoul de 1977 à 1989. Député de la Haute-Saône de 1978 à 1981 et de 1986 à 1988. | RPR |                     |
| 4   | Pierre Chantelat        | 1993 | Maire de Vesoul de 1977 à 1989. Député de la Haute-Saône de 1978 à 1981 et de 1986 à 1988. | RPR |                     |
| 4   | Pierre Chantelat        | 1994 | Maire de Vesoul de 1977 à 1989. Député de la Haute-Saône de 1978 à 1981 et de 1986 à 1988. | RPR |                     |
| 4   | Pierre Chantelat        | 1995 | Maire de Vesoul de 1977 à 1989. Député de la Haute-Saône de 1978 à 1981 et de 1986 à 1988. | RPR |                     |
| 4   | Pierre Chantelat        | 1997 | Maire de Vesoul de 1977 à 1989. Député de la Haute-Saône de 1978 à 1981 et de 1986 à 1988. | RPR |                     |
| 4   | Pierre Chantelat        | 1998 | Maire de Vesoul de 1977 à 1989. Député de la Haute-Saône de 1978 à 1981 et de 1986 à 1988. | RPR |                     |
| 5   | Jean-François Humbert   |      | Sénateur du Doubs depuis 1998. | UDF |                     |
| 5   | Jean-François Humbert   | 1999 | Sénateur du Doubs depuis 1998. | UDF |                     |
| 5   | Jean-François Humbert   | 2000 | Sénateur du Doubs depuis 1998. | UDF |                     |
| 5   | Jean-François Humbert   | 2001 | Sénateur du Doubs depuis 1998. | UDF |                     |
| 5   | Jean-François Humbert   | 2002 | Sénateur du Doubs depuis 1998. | UDF |                     |
| 5   | Jean-François Humbert   | 2003 | Sénateur du Doubs depuis 1998. | UMP |                     |
| 5   | Jean-François Humbert   | 2004 | Sénateur du Doubs depuis 1998. | UMP |                     |
| 6   | Raymond Forni           |      | Ancien député du Territoire de Belfort. Maire de Delle de 1991 à 2004. Président de l'assemblée nationale de 2000 à 2002. Décède en cours de mandat (le 5 janvier 2008). | PS |                     |
| 6   | Raymond Forni           | 2005 | Ancien député du Territoire de Belfort. Maire de Delle de 1991 à 2004. Président de l'assemblée nationale de 2000 à 2002. Décède en cours de mandat (le 5 janvier 2008). | PS |                     |
| 6   | Raymond Forni           | 2006 | Ancien député du Territoire de Belfort. Maire de Delle de 1991 à 2004. Président de l'assemblée nationale de 2000 à 2002. Décède en cours de mandat (le 5 janvier 2008). | PS |                     |
| 6   | Raymond Forni           | 2007 | Ancien député du Territoire de Belfort. Maire de Delle de 1991 à 2004. Président de l'assemblée nationale de 2000 à 2002. Décède en cours de mandat (le 5 janvier 2008). | PS |                     |
| 6   | Raymond Forni           | 2008 | Ancien député du Territoire de Belfort. Maire de Delle de 1991 à 2004. Président de l'assemblée nationale de 2000 à 2002. Décède en cours de mandat (le 5 janvier 2008). | PS |                     |
| 7   | Marie-Guite Dufay       |      | Première femme à ce poste. À la suite du décès de Raymond Forni, elle assure la présidence par intérim du 5 au 24 janvier 2008, date de son élection par le conseil régional. Elle est par la suite élue à la présidence de la région Bourgogne-Franche-Comté, qui regroupe la Bourgogne et la Franche-Comté à partir du 1er janvier 2016. | PS |                     |
| 7   | Marie-Guite Dufay       | 2009 | Première femme à ce poste. À la suite du décès de Raymond Forni, elle assure la présidence par intérim du 5 au 24 janvier 2008, date de son élection par le conseil régional. Elle est par la suite élue à la présidence de la région Bourgogne-Franche-Comté, qui regroupe la Bourgogne et la Franche-Comté à partir du 1er janvier 2016. | PS |                     |
| 7   | Marie-Guite Dufay       | 2010 | Première femme à ce poste. À la suite du décès de Raymond Forni, elle assure la présidence par intérim du 5 au 24 janvier 2008, date de son élection par le conseil régional. Elle est par la suite élue à la présidence de la région Bourgogne-Franche-Comté, qui regroupe la Bourgogne et la Franche-Comté à partir du 1er janvier 2016. | PS |                     |
| 7   | Marie-Guite Dufay       | 2011 | Première femme à ce poste. À la suite du décès de Raymond Forni, elle assure la présidence par intérim du 5 au 24 janvier 2008, date de son élection par le conseil régional. Elle est par la suite élue à la présidence de la région Bourgogne-Franche-Comté, qui regroupe la Bourgogne et la Franche-Comté à partir du 1er janvier 2016. | PS |                     |
| 7   | Marie-Guite Dufay       | 2012 | Première femme à ce poste. À la suite du décès de Raymond Forni, elle assure la présidence par intérim du 5 au 24 janvier 2008, date de son élection par le conseil régional. Elle est par la suite élue à la présidence de la région Bourgogne-Franche-Comté, qui regroupe la Bourgogne et la Franche-Comté à partir du 1er janvier 2016. | PS |                     |
| 7   | Marie-Guite Dufay       | 2013 | Première femme à ce poste. À la suite du décès de Raymond Forni, elle assure la présidence par intérim du 5 au 24 janvier 2008, date de son élection par le conseil régional. Elle est par la suite élue à la présidence de la région Bourgogne-Franche-Comté, qui regroupe la Bourgogne et la Franche-Comté à partir du 1er janvier 2016. | PS |                     |
| 7   | Marie-Guite Dufay       | 2014 | Première femme à ce poste. À la suite du décès de Raymond Forni, elle assure la présidence par intérim du 5 au 24 janvier 2008, date de son élection par le conseil régional. Elle est par la suite élue à la présidence de la région Bourgogne-Franche-Comté, qui regroupe la Bourgogne et la Franche-Comté à partir du 1er janvier 2016. | PS |                     |
| 7   | Marie-Guite Dufay       | 2015 | Première femme à ce poste. À la suite du décès de Raymond Forni, elle assure la présidence par intérim du 5 au 24 janvier 2008, date de son élection par le conseil régional. Elle est par la suite élue à la présidence de la région Bourgogne-Franche-Comté, qui regroupe la Bourgogne et la Franche-Comté à partir du 1er janvier 2016. | PS |                     |